# Outcast (album)
Outcast  je osmi studijski album njemačkog thrash metal sastava Kreator. Objavljen je u 22. srpnja 1997. godine, a objavila ga je diskografska kuća GUN Records.
Na albumu se nastavlja eksperimentiranje s industrial metalom, no ovaj put uvode i elemente gothic rocka i gothic metala.

## Popis pjesama
| 1.    | »Leave This World Behind« | 3:29 |
| 2.    | »Phobia«                  | 3:22 |
| 3.    | »Forever«                 | 2:52 |
| 4.    | »Black Sunrise«           | 4:33 |
| 5.    | »Nonconformist«           | 3:15 |
| 6.    | »Enemy Unseen«            | 3:21 |
| 7.    | »Outcast«                 | 4:54 |
| 8.    | »Stronger than Before«    | 3:17 |
| 9.    | »Ruin of Life«            | 3:53 |
| 10.   | »Whatever It May Take«    | 3:47 |
| 11.   | »Alive Again«             | 3:47 |
| 12.   | »Against the Rest«        | 2:39 |
| 13.   | »A Better Tomorrow«       | 4:13 |
| 47:22 |                           |      |

## Zasluge
Kreator
- Mille Petrozza – vokali, gitara, programiranje
- Jurgen Reil – bubnjevi, programiranje
- Christian Giesler – bas-gitara
- Tommy Vetterli – gitara, programiranje

Dodatni glazbenici
- Guido Eickelmann – programiranje
- Vincent Sorg – programiranje, klavir, pomoćnik inženjera zvuka

Ostalo osoblje
- Vincent Wojno – produciranje, snimanje
- Jörg Umbreit – pomoćnik inženjera zvuka
- Sascha Kramski – pomoćnik inženjera zvuka
- Ronald Prent – miksanje
- Joerg Steinfadt – pomoćnik miksera
- Dirk Rudolph – dizajn
- Harald Hoffmann – fotografija
- Christian Loenhoff – ilustracije
- Britta Kühlmann – inženjer zvuka